# Mundżak samotny
Mundżak samotny (Muntiacus feae) – gatunek ssaka z rodziny jeleniowatych, podobny do mundżaka. Gatunek rzadki i słabo poznany.

## Występowanie i biotop
Chiny, Laos, Mjanma, Tajlandia i Wietnam.

## Podgatunki
Zespół Deer Specialist Group z IUCN wyodrębnia podgatunki:
- Muntiacus feae feae
- Muntiacus feae rooseveltorum

## Zagrożenia i ochrona
Muntiacus feae jest poławiany dla mięsa i skór. Uznawany jest za gatunek zagrożony wyginięciem z powodu polowań i utraty siedlisk. Nie jest objęty konwencją waszyngtońską. W Czerwonej księdze gatunków zagrożonych Międzynarodowej Unii Ochrony Przyrody i Jej Zasobów został zaliczony do kategorii DD (brak wystarczających danych).